# Prosyntretus calcaratus
Prosyntretus calcaratus är en stekelart som beskrevs av Vladimir Ivanovich Tobias 1987. Prosyntretus calcaratus ingår i släktet Prosyntretus och familjen bracksteklar. Inga underarter finns listade i Catalogue of Life.